# 위줄기
위줄기(upper trunk, superior trunk)는 팔신경얼기의 일부이다. 다섯째와 여섯째 목신경(C5, C6)의 앞가지가 만나 위줄기를 형성한다. 위줄기는 앞갈래와 뒤갈래로 나누어진다.
몸쪽에서 먼쪽 순서로 위줄기의 가지들을 나열하면 다음과 같다.
- 빗장밑근신경 (C5-C6)
- 어깨위신경 (C5-C6)
- 위줄기 앞갈래 (C5-C6, 가쪽다발의 일부를 이룸)
- 위줄기 뒤갈래 (C5-C6, 뒤다발의 일부를 이룸)

겨드랑신경, 노신경, 근육피부신경, 정중신경은 모두 위줄기에서 온 축삭을 포함하고 있다.

## 추가 이미지

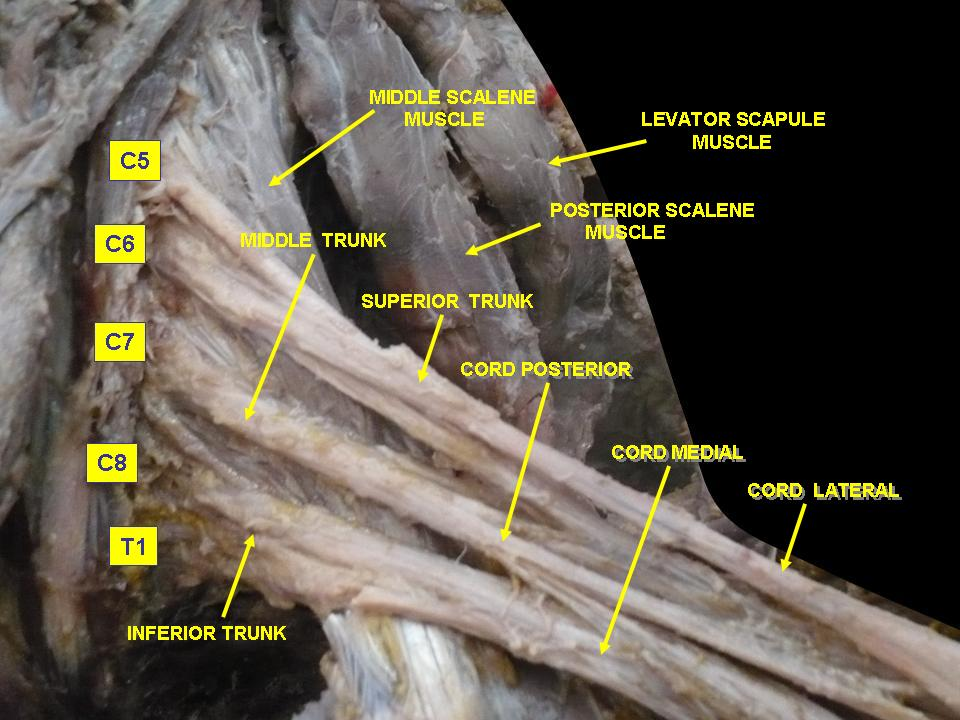
팔신경얼기 깊은 해부
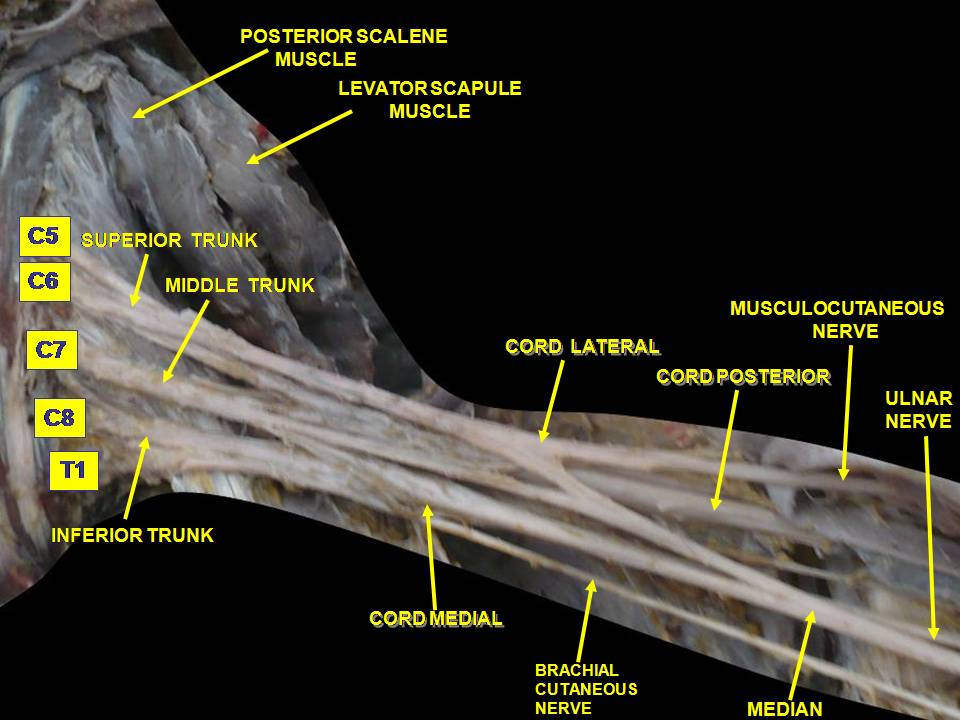
팔신경얼기 깊은 해부. 앞가쪽에서 본 모습